# Agrypon canaliculatum
Agrypon canaliculatum är en stekelart som först beskrevs av Julius Theodor Christian Ratzeburg 1844.  Agrypon canaliculatum ingår i släktet Agrypon och familjen brokparasitsteklar. Arten är reproducerande i Sverige. Inga underarter finns listade i Catalogue of Life.